# Cymatium tigrinum
Cymatium tigrinum är en snäckart som först beskrevs av William John Broderip 1833.  Cymatium tigrinum ingår i släktet Cymatium och familjen Ranellidae. Inga underarter finns listade i Catalogue of Life.